# Paul Denis
 Denne artikel bør gennemlæses af en person med fagkendskab for at sikre den faglige korrekthed.

Paul Denis (født 1942/1943, død 11. marts 2024 i Port-Salut) var en haitiansk politiker og i 2009-2011 Haitis justitsminister.
I præsident Jean-Bertrand Aristides tid var han oppositionspolitiker og senator. Dagen efter parlamentsvalget den 21. maj 2000 blev han arresteret og anklaget for ulovlig våbenbesiddelse, men blev til sidst løsladt.
Umiddelbart efter jordskælvet i Haiti den 12. januar 2010 blev han erklæret død, fordi justitsministeriet, hvor han opholdt sig da jordskælvet ramte, var fuldstændigt ødelagt. Men den 21. januar blev han overraskende reddet op fra et hul; han fortalte, at han havde forladt afdelingen kort før jordskælvet.